# German Darts Masters 2019
De German Darts Masters 2019 was de derde editie van de German Darts Masters in de vorm van een World Series toernooi. Het toernooi was onderdeel van de World Series of Darts. Het toernooi werd gehouden van 12 juli tot 13 juli 2019 in de LANXESS Arena, Keulen. Mensur Suljović was de titelverdediger, maar verloor in de halve finale van Gabriel Clemens. De Schot  Peter Wright won de eerste editie van het toernooi al, en nu won Wright weer door in de finale met 8-6 te winnen van Gabriel Clemens.

## Deelnemers
Net als in elk World Series toernooi speelde ook hier 8 PDC Spelers tegen 8 darters uit het land/gebied waar het toernooi ook gehouden wordt. De deelnemers waren:
- Peter Wright
- Michael van Gerwen
- Rob Cross
- Daryl Gurney
- Gary Anderson
- James Wade
- Mensur Suljović
- Raymond van Barneveld
- Max Hopp
- Martin Schindler
- Gabriel Clemens
- Nico Kurz
- Kevin Münch
- Christian Bunse
- Robert Marijanović
- Maik Langendorf